# Azarjáš (judský král)
Azarjáš (hebrejsky: עֲזַרְיָה‎, Azarja), v českých překladech Bible přepisováno též jako Azariáš, je trůnní jméno devátého krále samostatného Judského království, jenž pocházel z Davidovy dynastie. Jeho jméno se vykládá jako „Pomohl Hospodin“. Mezi syny Izraele byl Azarjáš znám také pod jménem Uzijáš (hebrejsky: עֻזִּיָּהוּ‎, Uzijahu, doslova Má síla (je) Hospodin), přepisováno též jako Uziáš či Oziáš.
Moderní historikové a archeologové uvádějí, že vládl asi v letech 785 př. n. l. až 733 př. n. l. Podle kroniky Davida Ganse by však jeho kralování mělo spadat do let 3115–3167 od stvoření světa neboli do let 647–594 před naším letopočtem, což odpovídá 52 letům vlády, jak je uvedeno v Tanachu.
Azarjáš byl synem krále Amasjáše a jeho ženy Jekolji. Na judský trůn v Jeruzalémě usedl ve svých 16 letech, a to za života svého otce, kterého po prohrané bitvě zajal král severního izraelského království. Zpočátku svého kralování měl úctu k Hospodinovým prorokům a učitelům Tóry. Po tuto dobu ho provázel zdar. Zvítězil nejen ve válce s Pelištejci, ale úspěšně odrážel nájezdy Arabů, podmanil si Amónce a „jeho jméno proniklo až k branám Egypta, neboť velice upevnil svou moc.“ Součástí jeho bezpečnostní politiky byla výstavba strážních věží na strategických místech, budování nových nebo zesilování stávajících opevnění a pořizování nejnovější výzbroje včetně zhotovování důmyslných válečných strojů.
Poté však, co svou moc upevnil, zpychnul, a dokonce si začal uzurpovat výsady Hospodinových kněží. Vrcholem bylo, když vstoupil do Hospodinova chrámu a chtěl pálit kadidlo na zlatém kadidlovém oltáři. Když byl kněžími upozorněn, že takovéto počínání je v rozporu s nařízením Tóry, místo, aby své pochybení uznal, rozběsnil se vůči nim. Neublížil jim jen proto, že mu v tu chvíli na čele vyrazilo malomocenství. Josephus Flavius se ve svých Židovských starožitnostech zmiňuje o tom, že se v tu chvíli otřásla i zem, a ozvuk této tradice o zemětřesení nacházíme rovněž v biblických textech. Jako malomocný pak Azarjáš bydlel v odděleném domě až do své smrti, kdy na judský trůn usedl jeho syn Jótam.